# Караджич, Стеван
Сте́ван Ка́раджич (серб. Стеван Караџић; род. 16 ноября 1960, Никшич, Югославия) — сербский баскетболист и баскетбольный тренер.

## Биография
Родился 16 ноября 1960 года в Никшиче.
Большую часть карьеры игрока провёл в «Црвене звезде». В период с 1980 по 1989 год Караджич сыграл 296 матчей, в которых набрал 3484 очка (в среднем 11,8 очков за игру). Караджич дошёл до финала плей-офф (1984 и 1985 годы) и финала европейского Кубка Корача в 1984 году. Лучшей игрой Караджича за «Црвену звезду» считается сезон 1983/84, когда он был назван лучшим бомбардиром в сезоне, набрав 642 очка в 43 матчах (в среднем 14,9 очков за игру).
Кроме «Црвены звезды» Караджич выступал за «Раднички» (1975-1978), «Пулянку» (1978-1980), «Градину» (1989-1990), «Слободу» из Тузлы (1990-1991), «Борац» из Баня-Луки (1991-1992), «Ибон» из Никшича (1992-1993) и венгерский «Шопрон» (1993-1995). Выиграл Средиземноморские игры 1983 года в Касабланке со сборной Югославии.
После окончания игровой карьеры, Караджич посвятил себя тренерской работе. Он побывал на посту тренера юношеского состава «Црвены звезды», ставшей чемпионом Сербии и Югославии в 1998 году. В 1999 году Караджич возглавил «Црвену звезду», но был уволен в 2001. Караджич вернулся на свою должность во второй половине сезона 2006/2007, но уже в следующем сезоне вновь был уволен.
Караджич тренировал детскую и юношескую сборные, которые взяли золото на чемпионатах Европы в 2001 и 2005 годах соответственно. В качестве помощника тренера сборной Югославии Светислава Пешича завоевал золото на чемпионате мира в Индианаполисе в 2002 году. С 2008 по 2010 год возглавлял сербский «Хемофарм». В 2009 году был признан лучшим тренером кубка Европы. С 2010 по 2012 год Караджич возглавлял красноярский баскетбольный клуб «Енисей», в который вернулся в 2013 году.
В мае 2019 года стал помощником Давида Гаспара в женском клубе «Шопрон».

## Личная жизнь
Супруга — Весна Караджич, бывшая баскетболистка; двое детей — дочь Тамара (играет за женскую команду «Црвеной звезды») и сын Вук, также занимается баскетболом.

## Комментарии
1. ↑  В России также встречается вариант Кара́джич.